# Javier Pinola
Javier Horacio Pinola (Olivos, 24 febbraio 1983) è un ex calciatore argentino, di ruolo difensore.

## Caratteristiche tecniche
È un terzino sinistro.

## Palmarès

### Club

#### Competizioni nazionali
- Coppa di Germania: 1

Norimberga: 2006-2007
- Copa Argentina: 2

River Plate: 2016-2017, 2018-2019
- Supercopa Argentina: 1

River Plate: 2017

#### Competizioni internazionali
- Coppa Libertadores: 1

River Plate: 2018
- Recopa Sudamericana: 1

River Plate: 2019